# Trahern
Trahern  est, selon Geoffroy de Monmouth, un roi « légendaire » de Bretagne.
Selon Geoffroy de Monmouth Trahern serait un frère de Coel Hen et donc l'oncle de sa mère Hélène, que Constantin Ier avait emmené à Rome avec ses frères Joelinus et Marius pour en faire des Sénateurs. À la suite de l'usurpation d'Eudaf Hen/Octavius l'empereur donne trois légions à Trahern avec pour mission de restaurer l'autorité de l'empire sur la Bretagne insulaire. Trahern débarque à « Kaerperis » c'est-à-dire Porchester, prend la ville en deux jours et marche à la rencontre d'Octavius qu'il rejoint à Winchester. Vaincu Trahern se retire vers l'Albanie. Octavius le poursuit mais il est battu dans le Westmorland et il doit s'enfuir chez le roi « Gubert en Norvège ». Trahern se fait proclamer roi de Bretagne insulaire. Octavius fait assassiner Trahern par ses proches près de Londres et retrouve son royaume

## Sources
- (fr) Histoire des rois de Bretagne, traduit et commenté par Laurence Mathey-Maille, Édition Les belles lettres, coll. « La roue à livres », Paris, 2004,  (ISBN 2-251-33917-5)